# Tony Asumaa
Tony Asumaa, född 15 september 1968, är åländsk tidigare elitdomare och politiker (liberal). Han blev invald i Ålands lagting 2011. Efter valet 2015 blev han utsedd till minister i Ålands landskapsregering med ansvar för kultur-, utbildnings-, it-, och idrottsfrågor.

## Källförteckning
1. ↑  ”Antiåländskt inlägg anmält av idrottsministern”. svenska.yle.fi. http://svenska.yle.fi/artikel/2016/02/26/antialandskt-inlagg-anmalt-av-idrottsministern. Läst 29 februari 2016.
2. ↑  ”Tony Asumaa - Ålands landskapsregering”. http://www.regeringen.ax/sites/www.regeringen.ax/files/attachments/page/cv-tony-asumaa.pdf. Läst 29 februari 2016.
3. ↑  ”Minister Tony Asumaa | Ålands landskapsregering”. www.regeringen.ax. Arkiverad från originalet den 23 mars 2016. https://web.archive.org/web/20160323220905/http://www.regeringen.ax/regeringen/minister-tony-asumaa. Läst 29 februari 2016.